# Brouwerij Emelisse
Brouwerij Emelisse is een Nederlandse ambachtelijke brouwerij te Goes in de provincie Zeeland. De naam van de brouwerij verwijst naar een verdwenen dorp op Noord-Beveland. Emelisse was een van de twaalf dorpen waaruit het huidige Noord-Beveland bestond in de middeleeuwen.

## Geschiedenis
Fré Buijze, een hobbybrouwer was mede initiatiefnemer achter de oprichting van deze brouwerij. Hij begon einde jaren negentig een bier te laten brouwen met de naam Emelisse Abdijbier bij de Scheldebrouwerij. In september 1998 werd de Stichting Emelisse opgericht met als doel Noord-Beveland te promoten. Een van hun doelstellingen was het brouwen van een ambachtelijk bier met lokaal geteelde brouwgerst. Aanvankelijk werd het Emelisse-bier voor de stichting gebrouwen bij Bierbrouwerij De Halve Maan te Hulst. In 2005 werd een eigen brouwerij gebouwd die op 29 oktober datzelfde jaar officieel geopend werd. Er werd nauw samengewerkt met de Scheldebrouwerij, waar de flessen gebotteld worden. Peter van den Eynden van de Scheldebrouwerij brouwde er tot mei 2007 en daarna trad Kees Bubberman in dienst als brouwmeester. De brouwinstallatie heeft twee koperen ketels met een brouwcapaciteit van 1000 liter. Daarnaast zijn er twaalf lagertanks met een capaciteit van 160 hl, in 2012 kwamen er twee extra lagertanks van 30 hl bij. Wegens het succes van de bieren werd sinds 2010 een deel van de productie uitbesteed aan De Proefbrouwerij te Hijfte in België. Eind 2016 werden de activiteiten van brouwerij Emelisse overgenomen door brouwerij Slot Oostende uit Goes. Vanaf 2017 worden de Emelisse bieren gebrouwen in Goes. In Kamperland wordt de locatie niet meer gebruikt voor de productie, echter is daar in het pand met de koperen ketels nog wel het restaurant actief onder de naam Restaurant De Brouwerij.

## Bieren

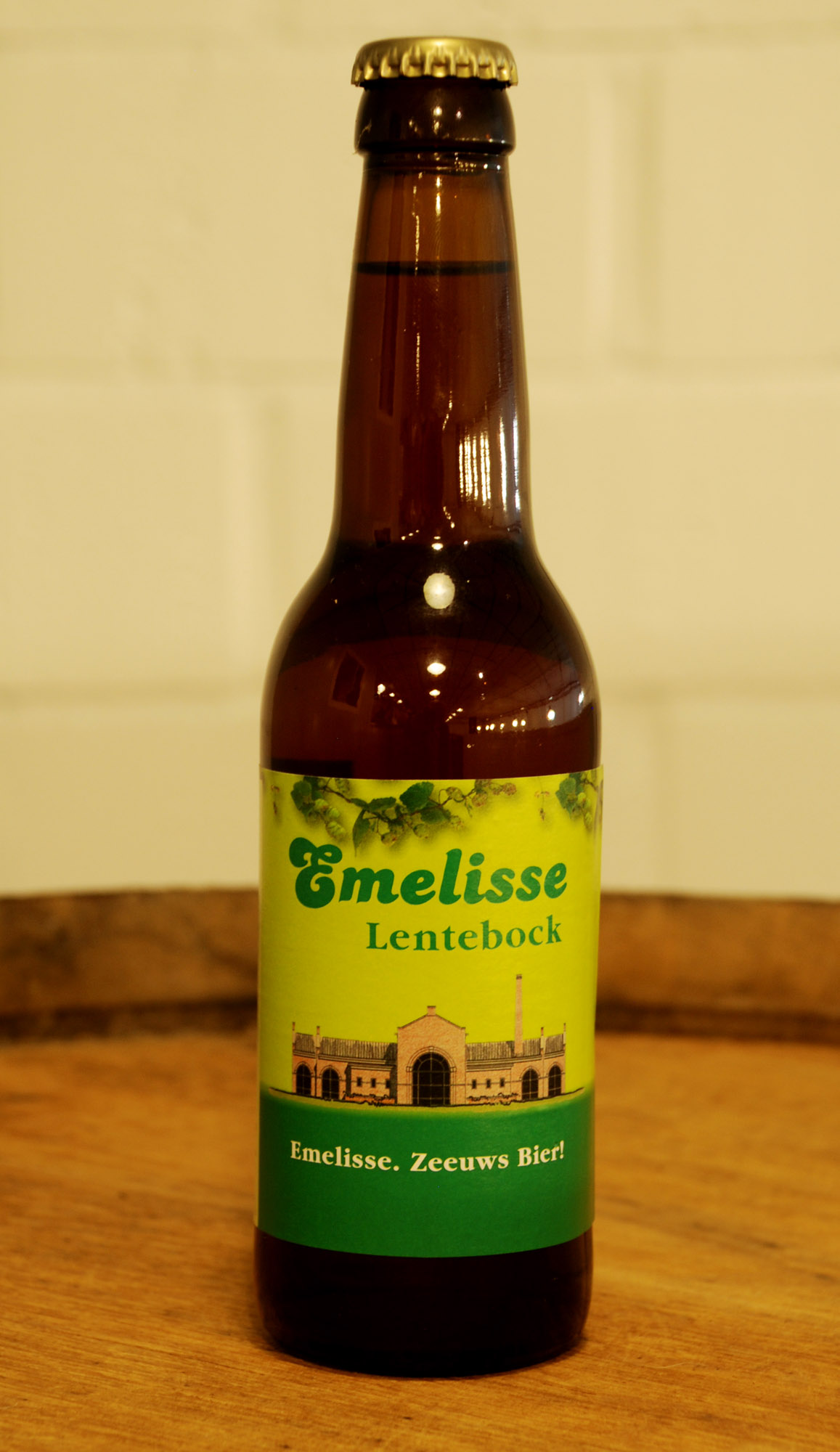
Oude fles Emelisse Lentebock

- Reid Weiss  - 4,5%
- Tropical Ale - 5,0%
- Blond IPA (India Pale Ale) - 5,8%
- Tripel - 8,0%
- Black IPA (India Pale Ale) - 8,0%
- Espresso Stout - 9,5%
- Imperial Stout (I.S.) - 11,0%
- Barley Wine - 12,0%
- White Labels - diverse %
- Eisbock - diverse %